# Ape Escape
 (novembre 2018).
Si vous disposez d'ouvrages ou d'articles de référence ou si vous connaissez des sites web de qualité traitant du thème abordé ici, merci de compléter l'article en donnant les références utiles à sa vérifiabilité et en les liant à la section « Notes et références ».

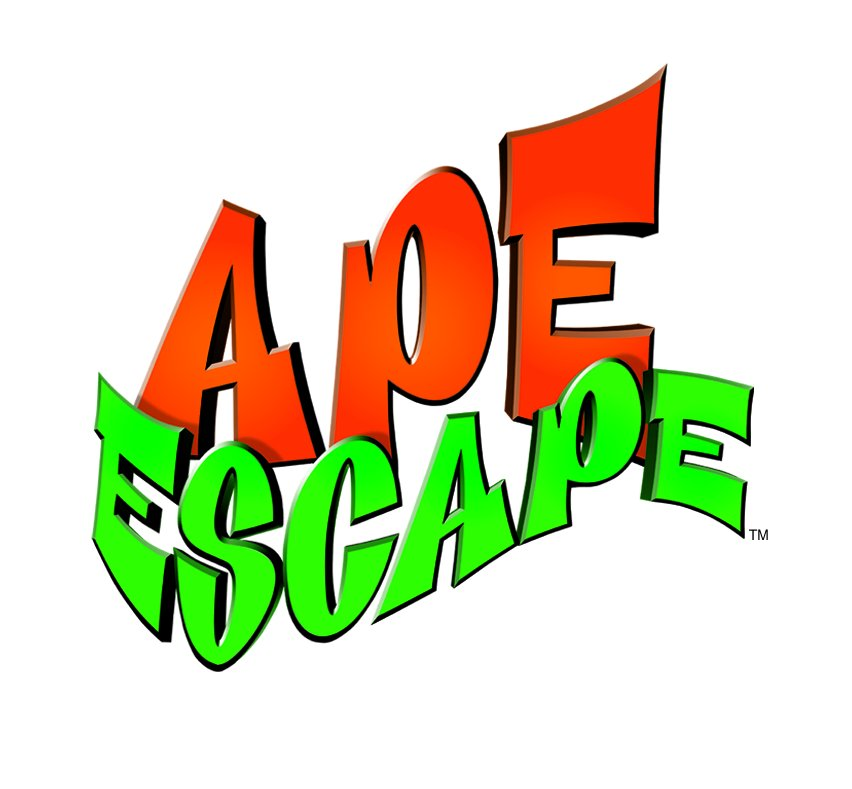
Logo du jeu Ape Escape.

Ape Escape est une série de jeux vidéo développés et édités par Sony Computer Entertainment ayant débuté avec Ape Escape sorti sur PlayStation en 1999. La série est principalement connue pour son humour, son gameplay unique, son grand nombre de références à la culture populaire, ainsi que pour avoir été le premier jeu à rendre la manette de jeu DualShock obligatoire.

## Jeux

### Série principale
- Ape Escape sorti en 1999 sur PlayStation
- Ape Escape 2 sorti en 2001 sur PlayStation 2
- Ape Escape P, portage de premier opus, sorti en 2005 sur PlayStation Portable
- Ape Escape 3 sorti en 2005 sur PlayStation 2
- Ape Escape: Million Monkeys sorti en 2006 sur PlayStation 2 (uniquement au Japon)
- Ape Escape: SaruSaru Big Mission sorti en 2007 sur PlayStation Portable (uniquement au Japon)
- Ape Escape, sorti en 2010 sur PlayStation 3

### Spin-offs
- Pipo Saru 2001 sorti en 2001 sur PlayStation 2 (uniquement au Japon)
- Ape Escape: Pumped & Primed sorti en 2004 sur PlayStation 2 (uniquement au Japon et aux États-Unis)
- EyeToy: Monkey Mania sorti en 2004 sur PlayStation 2
- Ape Academy, aussi connu sous le nom Ape Academy, sorti en 2004 sur PlayStation Portable
- Ape Academy 2 sorti en 2005 sur PlayStation Portable (uniquement au Japon et au Royaume-Uni)
- Ape Escape Racing sorti en 2006 sur PlayStation Portable (uniquement au Japon)
- Ape Quest sorti en 2008 sur la plate-forme de téléchargement PlayStation Store

## Caméos
Les personnages d'Ape Escape font parfois des apparitions dans d'autres jeux en dehors de la série :
- Monster Rancher 4
- Ratchet & Clank 3 (costume présent dans la version japonaise)
- Minna no Golf 4
- Metal Gear Solid 3: Snake Eater
- PlayStation All-Stars Battle Royale
- Astro Bot

## Autres médias
- Saru Get You -On Air- (série d'animes)
- Ape Escape (dessin animé)